# Malacosoma disstria
Malacosoma disstria är en nordamerikans fjärilsart som beskrevs av Jacob Hübner 1820. Arten ingår i släktet ringspinnare (Malacosoma) och familjen ädelspinnare.
Arten förekommer över stora delar av USA och Kanada, speciellt i de östra delarna. Till skillnad från andra arter i släktet så bygger inte denna arts larv något tält, utan väver snarare ett silkesark som de ligger i under metamorfosen. De lämnar även silkestrådar efter sig när kryper på grenar och förflyttar sig i grupp över dessa feromonfyllda silkesspår. Larverna är sociala och födosöker och vilar tillsammans. Gruppbeteendet avtar allt mer med larvens storlek och blir till slut självständig.

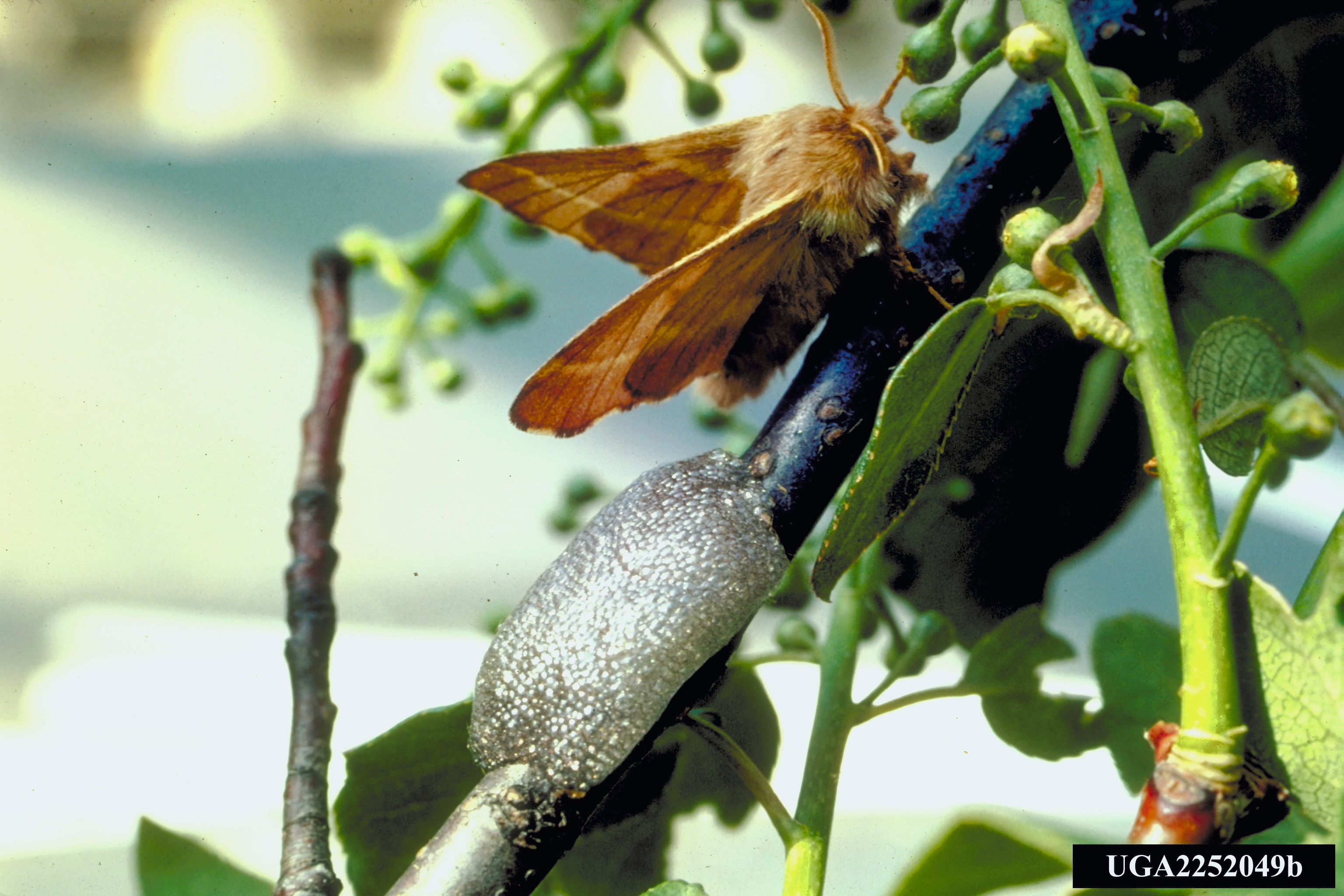
Imago och äggmassa.

Som adult föredrar fjärillen ek, ambra, nyssa, poppel och sockerlönn för äggläggning under sommaren. Honan lägger ägg i klungor på upp till 300 stycken, som fästs vid grenar och täcks med en limaktig massa 300, som motverkar uttorkning och förfrysning. Äggen kläcks följande vår. Larverna födosöker på många arter av lövträd och buskar. Populationsmaximum med stora mängder larver inträffar ganska regelbundet, ungefär vart tionde år, och brukar vara två till tre år, under vilken tid träd och buskar nästan helt kan sakna löv. De flesta växter ersätter dock de förlorade löven utan några permanenta skador.